# 2045 – Harminc év múlva
A 2045 – Harminc év múlva egy magyar science fiction antológia, melyet az Ad Astra kiadó jelentetett meg 2015-ben. A kötet kortárs magyar sci-fi-szerzők munkáiból nyújt válogatást, melyek központi témája a címben szereplő, harminc év múlva várható jövő képének ábrázolása. Ezúttal a könyv szigorúbban veszi science fiction jellegét, s más témájú történetek nem is szerepelnek benne. Az írásokat Szélesi Sándor válogatta össze.

## Tartalomjegyzék
2045. Harminc év múlva. SF-antológia; szerk., vál. Szélesi Sándor; Ad Astra, Bp., 2015
- Szélesi Sándor: Előszó
- Benedek Szabolcs: Megmondtam előre

### Veszélyes idők
- Kolozsvári Zsófia: Titok
- Kovács Attila: A tudatalatti asszisztens
- Somogyi György: A 100. győzelem napja
- Gajdácsi László: Odakint
- Trenka Csaba Gábor: Kisvárda sejkje

### A lét útjain
- Sümegi Attila: Alvilágosodás
- Benyák Zoltán: Nulla és egy
- Antal József: Béta teszt
- Mészáros András: A huszonötödik órában
- Novák Gábor: Upside down

### Az apokalipszisen túl
- Valyon Tamás: Északi fény
- Trux Béla: Második vízözön
- Cinkóczi Krisztina: Prebábel
- Szalai-Kocsis Tamás: Aranyösvényen
- Hernád Péter: Játékosok

## Külső hivatkozások
- A kötet a Moly.hu-n
- A 2045 az Ad Astra webboltjában.